# Lago Ladoga
Il lago Ladoga (pronuncia italiana: /ˈladoɡa/; in russo Ладожское озеро?, Ladožskoe ozero, o semplicemente Ла́дога, Ládoga; in finlandese Laatokka, in careliano Luadogu, in vepso Ladoganjärv) è il lago d'acqua dolce più grande d'Europa, situato in Carelia e nell'oblast' di Leningrado nel nord ovest della Russia europea, vicino ai confini con la Finlandia.

## Geografia
L'area del lago è di 18300 km² (incluse le isole interne) e 17700 km² isole escluse. Il lago ha circa 660 isole con un'area totale di 435 km². La maggior parte delle isole è situata vicino alla costa nord-occidentale; tra di esse ci sono le famose isole Valaam e l'isola Konevec. Una delle isole più grandi del lago è Mantsinsaari, situata presso la costa nord-orientale. Il lago ha un volume d'acqua di 837 km³, la sua profondità è di circa 52 metri.
L'area del bacino è di 281.000 km² e comprende circa 50.000 laghi e 3.500 fiumi più lunghi di 10 km. Circa l'85% dell'acqua del lago viene portata dai tre più importanti immissari:
- Svir' dal lago Onega (sud-est)
- Vuoksi, dal lago Saimaa in Finlandia (ovest)
- Volchov dal lago Il'men' (sud)

Altri affluenti sono il Sjas', l'Uksunjoki e l'Olonka. L'unico emissario è la Neva, che sbocca nel golfo di Finlandia del mar Baltico e sul cui delta sorge San Pietroburgo. Il lago comunica con il Mar Bianco (Mar Glaciale Artico) e con il Volga attraverso il canale che collega il lago Onega, seguendo la sua costa meridionale, al canale Volga-Mar Bianco. Nel Ladoga vive una sottospecie endemica di foca degli anelli, la foca del Ladoga.
Sulle sponde del lago si trovano diversi fari, tra cui il faro Storoženskij e il faro Osinoveckij, tra i fari in pietra più alto al mondo.

## Storia
Nel X secolo venne costruito sull'isola di Valaam (in finlandese Valamo), l'isola più grande dell'omonimo arcipelago nel lago Ladoga, il monastero di Valaam che fu abbandonato tra 1611-1715, poi restaurato nel XVIII secolo, ed evacuato nel 1940 dalla Finlandia durante la guerra d'inverno. Nel 1989 le attività del monastero hanno ripreso vita. Sull'isola Konevec si trovano un altro monastero ed edifici religiosi connessi.
Dal 1617 al 1721 il confine tra l'Impero svedese e quello russo venne disegnato attraverso il lago Ladoga, come più tardi tra il 1812 e il 1940 avvenne per il confine tra Finlandia e Russia. Durante l'assedio di Leningrado, 1941-1944, il lago Ladoga forniva l'unico accesso alla città assediata. I rifornimenti venivano trasportati a Leningrado (ora San Pietroburgo) con camion sulle strade ghiacciate (la "Strada della Vita") in inverno, e con barche in estate, la Regia Marina per contrastare ciò costituì sul lago dopo un arduo trasporto su terra la XIIª Squadriglia MAS.

## Film
Il film del 2003 Il ritorno (Vozvrašcenie in lingua originale), diretto da Andrej Zvjagincev, è stato girato sul e attorno al lago Ladoga e al golfo di Finlandia.